# ウシュトゥルファン県
ウシュトゥルファン県（ウシュトゥルファンけん、ウチトゥルパン県）は、中華人民共和国新疆ウイグル自治区アクス地区に位置する県。

## 行政区画
3鎮、5郷、1民族郷を管轄：
- 鎮：ウシュ鎮（烏什鎮）、アクヤル鎮（阿合雅鎮）、イマムリリム鎮（依麻木鎮）
- 郷：アクトカイ郷（阿克托海郷）、ヤルキョウリュク郷（亜科瑞克郷）、アチャタグ郷（阿恰塔格郷）、イェンギアワト郷（英阿瓦提郷）、オトベシ郷（奧特貝希郷）
- 民族郷：アマンス・キルギス族郷（亜曼蘇柯爾克孜族郷）

## 交通

### 道路
- 国道
  - G219国道